# Cheikhou Kouyaté
Cheikhou Kouyaté (* 21. Dezember 1989 in Dakar) ist ein senegalesischer Fußballspieler. Der Defensivspieler stand zuletzt beim englischen Erstligisten Nottingham Forest unter Vertrag.

## Vereinskarriere
Kouyaté kam vom Senegal 2006 nach Belgien und bekam einen Jungspielervertrag beim FC Brüssel. Anschließend wechselte er 2008 zum RSC Anderlecht, für den er bis 2014 in 143 Ligaspielen vier Tore erzielte und viermal belgischer Meister wurde. Dabei hatte er die Saison 2008/09 zunächst leihweise bei KV Kortrijk verbracht.
Im Sommer 2014 holte ihn Sam Allardyce in die Premier League zu West Ham United. Dort entwickelte er sich schnell zum Stammspieler und absolvierte in jeder Saison über 30 Ligaspiele. Er schied mit der Mannschaft in den Spielzeiten 2015/16 und 2016/17 in den Qualifikationsrunden bzw. Playoffs zur UEFA Europa League aus. Sein Vertrag lief bis 2021.
Anfang August 2018 schloss er sich mit einem Vierjahresvertrag Crystal Palace an. Auch bei seinem neuen Verein setzte sich der Senegalese als Stammspieler durch und verpasste in den folgenden Spielzeiten nur wenige Ligaspiele. Nach vier Jahren mit Crystal Palace im Mittelfeld der Premier League lief sein Vertrag bei dem Londoner Verein im Sommer 2022 aus.
Am 13. August 2022 unterschrieb der ablösefreie 32-Jährige einen Zweijahresvertrag beim Premier-League-Aufsteiger Nottingham Forest.

## Nationalmannschaft
Im Februar 2012 wurde Kouyaté in die senegalesische A-Nationalmannschaft einberufen. Sein erstes großes Turnier war der Afrika-Cup 2015 in Äquatorialguinea, bei dem der Senegal in der Gruppe mit vier Punkten ausschied. Zwei Jahre später, bei der Afrikameisterschaft 2017 in Gabun, gehörte er erneut als Stammspieler zum senegalesischen Aufgebot, diesmal als Mannschaftskapitän. Er wurde mit seinem Team Sieger der Gruppe B und schied im Viertelfinale gegen Kamerun mit 4:5 nach Elfmeterschießen aus dem Turnier aus. Bei der WM 2018 absolvierte er bis zum Ausscheiden der Mannschaft alle drei Gruppenspiele.
Beim Afrika-Cup 2019 gehörte Kouyaté zum senegalesischen Aufgebot.

## Erfolge
- Belgischer Meister: 2010, 2012, 2013, 2014
- Belgischer Superpokalsieger: 2010, 2012, 2013
- Afrika-Cup-Sieger: 2022